# محمد مهدوی لاهیجی

آیت‌الله محمد مهدوی لاهیجی

آیت‌الله محمد مهدوی لاهیجی، یکی از مشاهیر لاهیجان است. او برادر مهدی مهدوی لاهیجی است.
او برای تحصیل به نجف رفت و در زمره شاگردان آقا ضیاء عراقی و علامه بلاغی قرار گرفت. از همدرسان او می‌توان به آیت‌الله مرعشی اشاره کرد.
وی، حدود ۴۰ تالیف داشت و از شیفتگان فرهنگ و ادب ایران و سرزمین گیلان بود.